# Велино Село (Челић)
Велино Село је насељено мјесто у општини Челић, Босна и Херцеговина.

## Историја
До рата је ово насеље било у саставу општине Лопаре.

## Становништво
|             | 2013.        | 1991.         | 1981.         | 1971.         |
| Укупно      | 533 (100,0%) | 528 (100,0%)  | 607 (100,0%)  | 640 (100,0%)  |
| Бошњаци     | 532 (99,81%) | 527 (99,81%)1 | 598 (98,52%)1 | 634 (99,06%)1 |
| Муслимани   | 1 (0,188%)   | –             | –             | –             |
| Остали      | –            | 1 (0,189%)    | –             | –             |
| Југословени | –            | –             | 5 (0,824%)    | 1 (0,156%)    |
| Срби        | –            | –             | 4 (0,659%)    | 5 (0,781%)    |

1. 1 На пописима од 1971. до 1991. Бошњаци су пописивани углавном као Муслимани.